# 권은수
권은수(1989년 2월 4일 ~ )는 대한민국의 배우이다.

## 학력
- 인덕대학 방송연예과 (휴학)

## 출연 작품

### 영화
- 2019년 《유열의 음악앨범》 (2019년) - 인쇄공장 회계 권은수 역
- 2017년 《침묵》 - 베이커리 알바생 역
- 2016년 《특근》 - 지원팀 역
- 2016년 《4등》 - 미스 김 역
- 2015년 《비공식 개강총회》 - 소학(소심한학생) 역
- 2015년 《들꽃》[1] - 은수 역
- 2013년 《화이 : 괴물을 삼킨 아이》 - 파주병원 간호사 역
- 2013년 《전설의 주먹》 - 작가 2 역
- 2012년 《음치클리닉》 - 아이돌 지망생 진 역
- 2012년 《광해, 왕이 된 남자》- 광해수건궁녀 역
- 2011년 《써니》 - 방송반 DJ 역
- 2010년 《두 여자》 - 건축과 학생 역
- 2010년 《불량남녀》 - 냉면집 종업원 역
- 2010년 《해결사》 - 응급실 간호사 역
- 2010년 《할 수 있는 자가 구하라》 - 고백은수 역
- 2009년 《시선 1318》[2] - 소영 역

### 단편 영화
- 《허들》(감독 박성진) - 주연 딸 역
- 《나의 뜨거운 관심》(감독 최동숙) - 주연 재수생 역
- 《빗방울보》(제작:명지대학교) - 주연 주희 역
- 《처음 만나는 자유》(제작:한겨레영상제작학교) - 주연 두미향 역
- 《내가 왜 여기 있는지 몰라》(제작:명지대학교)- 주연 학생 역

### 드라마
- 2017년 JTBC 금토드라마 《청춘시대 2》 - 유은재의 과동기 김한소영 역
- 2016년 JTBC 금토드라마 《판타스틱》
- 2016년 SBS 수목드라마 《질투의 화신》 - 송애교 역
- 2016년 SBS 주말특별기획 《끝에서 두번째 사랑》
- 2015년 tvN 금토드라마 《응답하라 1988》 - 덕선이네 학급 반장 송희 역
- 2015년 MBC 주말 특별기획 《내 딸, 금사월》 - 정숙희 역
- 2015년 KBS2 월화드라마 《후아유 - 학교 2015》 - 은수 역
- 2014년 OCN 《신의 퀴즈 4》 - 6화 '모던 타임즈' 편 직장동료 한숙 역
- 2014년 tvN 금요드라마 《꽃할배 수사대》 - 금매실 역
- 2012년 tvN 수목드라마 《로맨스가 필요해 2012》 - 선재경을 인터뷰 하는 여자 역
- 2012년 KBS2 단막극 《KBS 드라마 스페셜 연작 시리즈 - 인생에서 가장 빛나는 시간》
- 2011년 MBC 주말연속극 《천 번의 입맞춤》 - 주미 친구 역
- 2011년 SBS 주말극장 《내사랑 내곁에》 - 미솔 친구 역
- 2008년 MBC 수목미니시리즈 《베토벤 바이러스》 - 하이든 친구 역
- 2006년 MBC 단막극 《MBC 베스트극장 - 잘 지내나요, 청춘》 - 학생 역

### 연극
- 《오아시스 세탁소 습격사건》- 세탁소집 딸 강대영 역/ 개념없는 여자 나양미 역